# Coelotes zaoensis
Coelotes zaoensis là một loài nhện trong họ Amaurobiidae.
Loài này thuộc chi Coelotes. Coelotes zaoensis được miêu tả năm 2009 bởi Nishikawa.